# 小行星6856
小行星6856（6856 Bethemmons）是一颗绕太阳运转的小行星，为主小行星带小行星。该小行星于1989年3月5日发现。

## 轨道参数
小行星6856的轨道半长轴为2.3714825 UA，离心率为0.173。